# Attigliano
Attigliano – miejscowość i gmina we Włoszech, w regionie Umbria, w prowincji Terni.
W roku 2004 gminę zamieszkiwało 1695 osób (169,5 os./km²).